# Сотрудник агентства «Континенталь»
Сотрудник агентства «Континенталь» (иногда ошибочно переводится на русский язык как «Оперативник», англ. The Continental Op) — литературный персонаж, главный герой семилетнего цикла детективных романов и рассказов Дэшила Хэммета. Сотрудник детективного агентства «Континенталь» (в некоторых переводах — «Континентал», англ. Continental Detective Agency). Нигде не называется по имени.

## Произведения цикла
- 1923 — Выгодный поджог / Arson Plus (под псевдонимом Питер Коллинсон)
- 1923 — Скользкие пальцы / Slippery Fingers (под псевдонимом Питер Коллинсон)
- 1923 — Несуразное дело (Шалости Гэйтвудов) / Crooked Souls (The Gatewood Caper) (Другое название: Дело Гейтвудов)
- 1923 — Оно (Чёрная шляпа, которой там не было) / It (The Black Hat That Wasn’t There)
- 1923 — Детектив отеля (Груда мёртвых тел) / House Dick (Bodies Piled Up)
- 1924 — Десятая нить / The Tenth Clew (Другие названия: Десятый ключ, Десятый ключ к разгадке)
- 1924 — Ночные выстрелы / Night Shots
- 1924 — Зигзаги подлости / Zigzags of Treachery (Другие названия: Зигзаги предательства; Обрывок газеты)
- 1924 — Один час / One Hour
- 1924 — Дом на Турецкой улице / The House in Turk Street (Другие названия: Дом на Турк-стрит; Дом на Терк-стрит)
- 1924 — Девушка с серебряными глазами / The Girl with Silver Eyes (Другие названия: Женщина с серебряными глазами; Девица с серебристыми глазами)
- 1924 — Смерть на Пайн-стрит (Женщины, политики и убийство) / Death on Pine Street (Women, Politics and Murder)
- 1924 — Золотая подкова / The Golden Horseshoe (Другое название: «Золотая подкова»)
- 1924 — Кто убил Боба Тила? / Who Killed Bob Teal?
- 1925 — Том, Дик или Гарри (Майк, Алек или Руфус) / Tom, Dick or Harry? (Mike, Alec or Rufus?)
- 1925 — Некто Кид / The Whosis Kid (Другие названия: Кид; Безымянный Малыш)
- 1925 — Обгоревшее лицо / The Scorched Face (Другие названия: Сожжённая фотография; Обгорелое лицо; Обгоревшая фотография; Обожжённое лицо)
- 1925 — Штопор / Corkscrew (Другое название: Город Штопор)
- 1925 — Мёртвые китаянки / Dead Yellow Women (Другие названия: Две мёртвые китаянки; Смерть китаянок; Погибшие азиатки; Мёртвые ревнивицы)
- 1925 — Потрошение Куффиньяла / The Gutting of Couffignal (Другое название: Ограбление Коффигнела)
- 1926 — Крадущийся сиамец / The Creeping Siamese (Другие названия: Коварные сиамцы; Угодливый сиамец)
- 1927 — Большой налёт / The Big Knockover (Другое название: Большой куш)
- 1927 — 106 тысяч за голову / $106,000 Blood Money (Другое название: Кровавые деньги)
- 1927 — Смерть Мэйна / The Main Death (Другое название: Мэйн мёртв)
- 1929 — Кровавая жатва / Red Harvest. Роман первоначально выходил по частям, в виде рассказов:
  - 1927 — Чистка Отревилла / The Cleansing of Poisonville
  - 1927 — Разыскивается преступник — мужчина или женщина / Crime Wanted — Male or Female
  - 1928 — Динамит / Dynamite
  - 1928 — Девятнадцатое убийство / The 19th Murder
- 1928 — Суета вокруг короля / This King Business (Другое название: Суета вокруг престола)
- 1929 — Проклятие Дейнов / The Dain Curse. Роман первоначально выходил по частям, в виде рассказов:
  - 1928 — Чёрные жизни / Black Lives
  - 1928 — Пустой храм / The Hollow Temple
  - 1929 — Чёрный медовый месяц / Black Honeymoon
  - 1929 — Чёрная загадка / Black Riddle
- 1929 — Липучка для мух / Fly Paper (Другие названия: Отрава для мух; Мухомор; Липучка)
- 1930 — Убийство в Фэруэлле / The Farewell Murder
- 1930 — Смерть и К / Death and Company

Примечание: рассказы Дом на Турецкой улице (The House in Turk Street) и Девушка с серебряными глазами (The Girl with Silver Eyes), а также Большой налёт (The Big Knockover) и 106 тысяч за голову ($106,000 Blood Money) являются дилогиями.

## Описание персонажа
Повествование в романах и рассказах ведётся от первого лица, от лица главного героя. Нигде не называется его имя. Оперативник — невысокий, полноватый мужчина около сорока лет. Он профессиональный сыщик, много лет служащий в агентстве «Континентал» под руководством своего босса, которого он называет Старик. Ради того, чтобы достичь цели, оперативник использует противозаконные и аморальные методы. Например, в финале романа «Кровавая жатва» после того, как он очистил город от преступников, он признаётся: «Большую часть недели, проведённой в Огдене, я потратил на то, чтобы из моих отчётов нельзя было понять, через сколько правил нашего агентства, законов штата и человеческих трупов я переступил». Георгий Анджапаридзе писал:

Важная особенность этого персонажа заключалась в том, что он вёл себя и делал своё дело как живой человек… Герой Хэммета расследовал преступление не «скуки ради» и не из обострённого чувства справедливости, а потому что это было его профессией, и как профессионал он стремился не ударить в грязь лицом.

А вот что сам Оперативник говорит о себе:

Отбросим прочь всякую честность, преданность работодателю и так далее. Я частный сыщик только потому, что я люблю свою профессию. Платят мне не плохо, хотя я мог бы найти множество занятий, которые приносили мне больше. Даже лишняя сотня в месяц это двенадцать сотен в год. Двадцать пять — тридцать тысяч долларов от настоящего дня до моего шестидесятилетия. Так вот, я отказываюсь от этих тысяч только потому, что мне нравится быть сыщиком. Ничего другого я не знаю и ни от чего другого не получаю удовольствия. И главное: я и не хочу знать ничего другого, и не хочу ни от чего другого получать удовольствие. Это не измеришь в деньгах. Деньги это тоже приятно. Я ничего против не имею. Но за последние восемнадцать лет я наслаждался только погоней за преступниками, разгадыванием преступлений, и наивысшим счастьем, смыслом существования для меня был миг поимки преступника или разоблачения аферы. Это единственное будущее, которое я для себя мыслю.— Дэшил Хэммет. «Потрошение Куффиньяла».

## Создание персонажа
Вымышленное агентство «Континентал» было создано на основе реально существующего детективного агентства Пинкертона, в балтиморском отделении которого работал Хэммет. Прототипом безымянного оперативника стал заместитель начальника балтиморского отделения Джеймс Райт.

## Экранизации
По мотивам цикла об оперативнике было снято два полнометражных фильма: «Roadhouse Nights» (1930) и «Дом на Турецкой улице» (The House on Turk Street, 2002), но оба они далеки от оригинала. В последнем главный герой в исполнении Сэмюэля Л. Джексона — не частный сыщик, а полицейский.
В 1978 году был снят шестисерийный сериал «Проклятие Дейнов» (The Dain Curse). В этой экранизации оперативник получил имя Гамильтон Нэш, его играет Джеймс Коберн. Кристофер Ллойд сыграл оперативника в сериале «Падшие ангелы», в эпизоде «Липучка для мух» (Fly Paper, 1992).